# Ярмарка в Дьеппе. Солнечное утро
«Ярмарка в Дьеппе. Солнечное утро» (фр. La Foire autour de l'eglise Saint-Jacques, Dieppe, matin, soleil) — картина французского художника-импрессиониста Камиля Писсарро из собрания Государственного Эрмитажа.
На картине изображен рынок в Дьеппе, слева за заднем плане виден портал собора Сен-Жак, перед ним цирковой шатёр и множество крытых рядов и торговых палаток, справа и в центре показаны дома, ограничивающие пространство рынка, на площади снует толпа. 
Картина написана в конце лета — начале осени 1901 года. 19 июля Писсарро из Эраньи писал своему сыну Люсьену: «Я еду завтра в Дьепп и остановлюсь в Отель дю Коммерс, на площади Дюкен. Моё окно будет выходить на левую сторону рынка; виден портал церкви Сен-Жак, башни и довольно живописные дома». 26 июля он писал Люсьену уже из Дьеппа: «…Итак, я устроился здесь, в небольшой комнате гостиницы, напротив церкви Сен-Жак и рынка. Я уже начал несколько полотен с дождём. Я решил писать дождь, считая, что после тропической жары, которая нам была ниспослана, наступит дождливая погода — к великому огорчению местных лавочников…». 
Всего в серии Писсарро написал 9 картин, все картины существенно отличаются друг от друга ракурсом и углом обзора. Сам художник 28 августа писал сыну: «Я сделал четыре холста в тридцать, один в двадцать пять и продолжаю работу над одним холстом в тридцать, двумя в двадцать пять, одним в пятнадцать и ещё одной гуашью» (под числами «тридцать» и т. п. имеются ввиду традиционные французские размеры холстов). Дальнейшая судьба упомянутой гуаши не установлена.
На первых двух полотнах действительно изображена пустынная площадь в солнечную погоду с редкими прохожими, главенствующее положение на этих работах занимает собор Сен-Жак. Первая картина, «Церковь Сен-Жак в Дьеппе, солнечное утро» находится в собрании музея Орсе (холст, масло; 54,5 × 65,5 см, инвентарный № M.N.R. 222), вторая одноимённая работа принадлежит частному коллекционеру (холст, масло; 73,5 × 92,5 см; 8 мая 2002 года выставлялась на торги в аукционном доме Сотбис). Третья картина уже изображает площадь в разгар торгового дня, однако небо затянуто облаками с редкими просветами; она также находится в частной коллекции (холст, масло; 91 × 73 см; 2 ноября 1993 года выставлялась на торги в аукционном доме «Кристис») . 
Эрмитажный холст значится четвёртым в серии и он довольно близок к предыдущей работе, по крайней мере использован тот же ракурс и также показана площадь в разгар торгового дня. Основные отличия: картина имеет горизонтальный формат, в отличие от вертикального формата предыдущей работы, и, соответственно, угол обзора на ней гораздо шире, точка зрения несколько приближена, показана ясная солнечная погода и перед собором развёрнут большой цирковой шатёр. Если картину соотнести с традиционным французским обозначением размеров, то она соответствует размеру «в двадцать пять», и тогда получается что она упоминается в письме Писсарро от 28 августа как одна из двух незаконченных картин.
Следующая картина также изображает ясный солнечный день, но точка зрения смещена значительно правее, так что от церкви и циркового шатра виден лишь самый краешек. Эта картина находится в собрании Художественного музея Филадельфии (холст, масло; 73,5 × 92,1 см; инвентарный № 1950-92-12). На последующих четырёх картинах главенствующее место занимает собор, причем дождливая погода показана двух из них, на двух других также солнце и ясное небо. На трёх картинах показаны пустынные улицы с минимумом прохожих и лишь последняя девятая работа в серии вновь демонстрирует ярмарочный день с множеством людей и шатром бродячего цирка на первом плане. Все эти картины находятся в частных коллекциях.
Считается что вся дьеппская серия была написана Писсарро под влиянием «Руанских соборов» Клода Моне, показанных публике весной 1895 года. Писсарро считал что это «потрясающее зрелище» и был «восхищён этим необыкновенным мастерством». Однако если «вариации Моне исключают присутствие человека, то вариации Писсарро переполнены фигурами».
Эрмитажная картина в ноябре того же 1901 года была выкуплена галереей «Бернхайм-Жён» и вскоре продана Леону Моро из Парижа. 29 мая 1925 года Моро продал картину в галерею наследников Поля Дюран-Рюэля, а 12 января 1928 года она была куплена галереей Юстина Таннхаузера из Берлина, который, в свою очередь, вскоре продал картину немецкому предпринимателю и коллекционеру Отто Кребсу из Веймара. После смерти Кребса весной 1941 года от рака картина хранилась в хольцдорфском поместье Кребса под Веймаром, во время Второй мировой войны коллекция Кребса была спрятана в специально-оборудованном сейфе-тайнике, построенном под одной из хозяйственных построек поместья. В 1945 году Хольцдорф был занят советскими войсками, в поместье Кребса расположилось управление Советской военной администрации в Германии. Коллекция, включая «Ярмарку в Дьеппе», была обнаружена и описана на месте советскими трофейными командами, занимающимися сбором произведений искусства и вывозом их в СССР, после чего в 1949 году отправлена в Государственный Эрмитаж (в сопроводительных документах была указана как «Ярмарка на соборной площади»), где долгое время хранилась в запасниках и не была известна широкой публике и даже большинству исследователей; мало того, на Западе считалось, что коллекция Кребса погибла во время Второй мировой войны.
Впервые после долгого перерыва картина была показана публике лишь в 1995 году на эрмитажной выставке трофейного искусства; с 2001 года числится в постоянной экспозиции Эрмитажа и с конца 2014 года выставляется в Галерее памяти Сергея Щукина и братьев Морозовых в здании Главного Штаба (зал 411).
Автор-составитель первого каталога-резоне живописи Писсарро, опубликованного в 1939 году, Л. Вентури писал о картине: «…„Ярмарка в Дьеппе, солнечное утро“ — это шедевр живописной энергии: ансамбль, создаваемый церковью, домами, бараками, толпой, полон движения, где всё способствует грандиозному и целостному эффекту». 
Главный научный сотрудник Отдела западноевропейского изобразительного искусства Государственного Эрмитажа А. Г. Костеневич в своём очерке истории искусства Франции, сравнивая картину с другой эрмитажной работой Писсарро, писал:

«Ярмарка в Дьеппе» не менее многолюдна, чем «Бульвар Монмартр…», но движение толпы соответствует не величественной магистрали <…>, а старинному городу, где легко угадывается средневековая планировка. Готическая церковь Сен-Жак правит этот шумный бал, как бы направляет это ярмарочное оживление, традиция которого восходит к незапамятной старине. И художник стремился не упустить ничего от её причудливой для современного глаза архитектуры: стрельчатых окон, контрфорсов, аркбутанов, пинаклей, любуясь кощунственно причудливым сравнением с прибывшим на ярмарку цирком. Он находит такой угол зрения, который позволяет ему не только передать впечатление воскресного провинциального возбуждения, но и позаботиться о целостной ритмической структуре за счёт безошибочно угаданной переклички геометрических деталей».

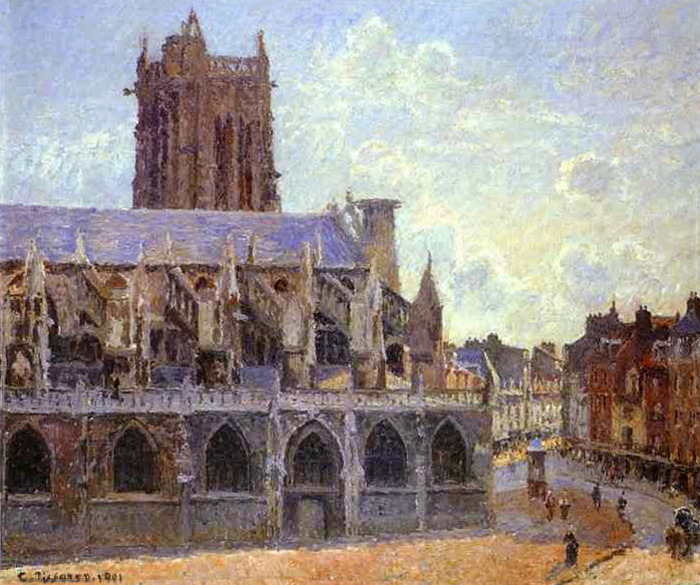
Первая картина серии, площадь пустынна. Орсе, Париж
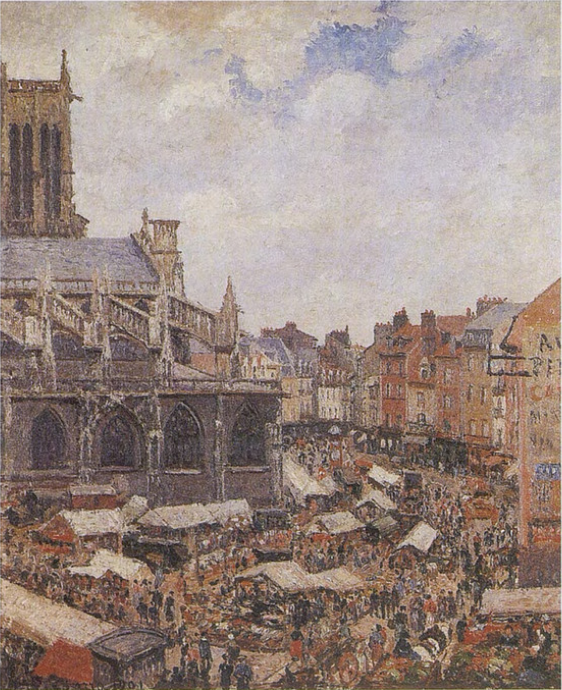
Третья картина серии, отсутствует цирковой шатёр. Частная коллекция
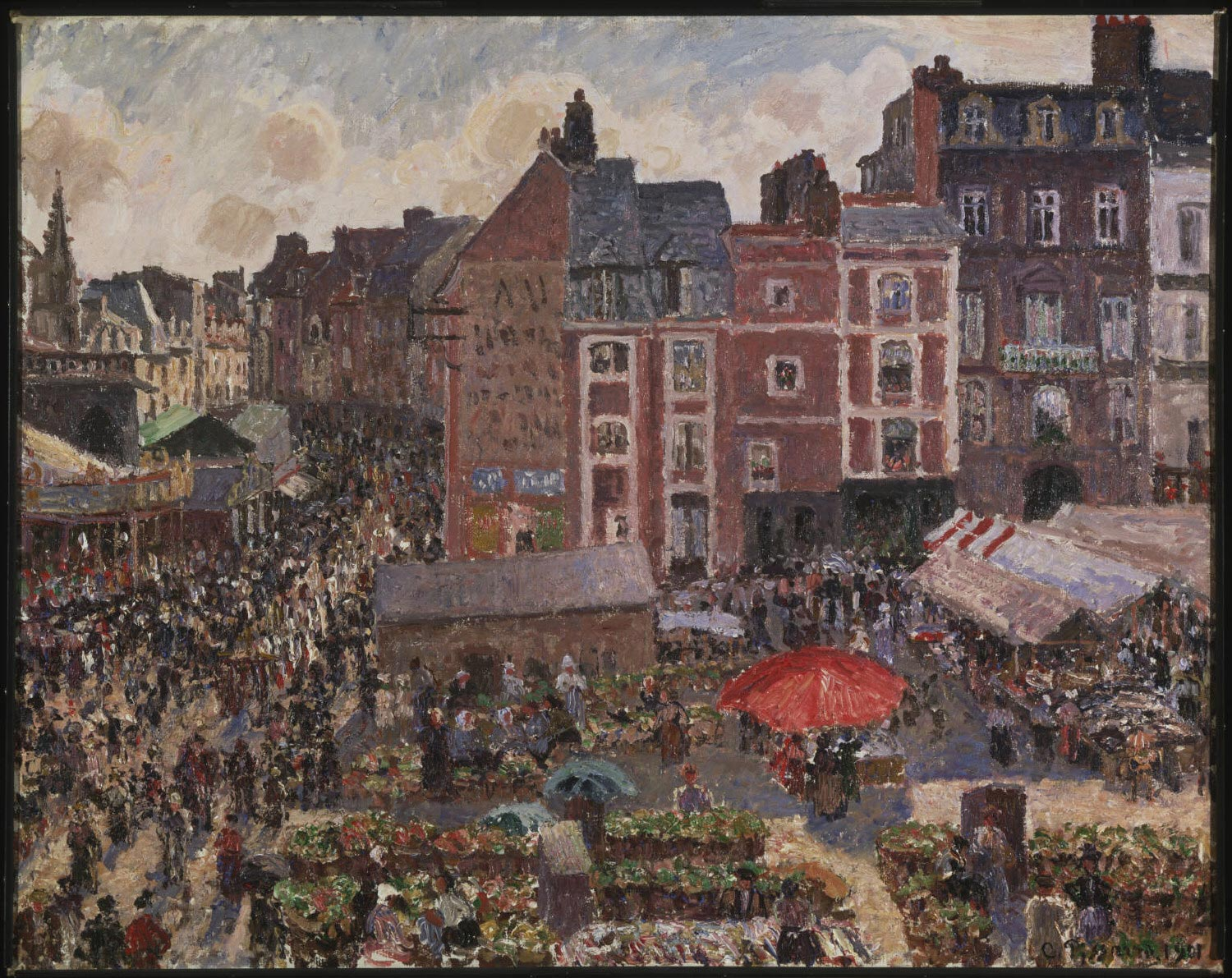
Шестая картина серии, ракурс сдвинут вправо. Филадельфия
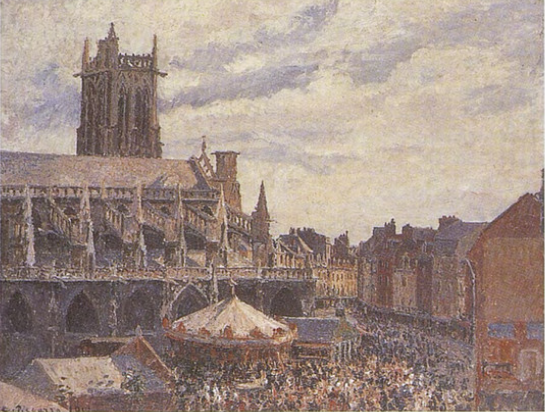
Девятая картина серии, точка зрения отдалена и дан более панорамный обзор, цирковой шатёр в центре. Частная коллекция
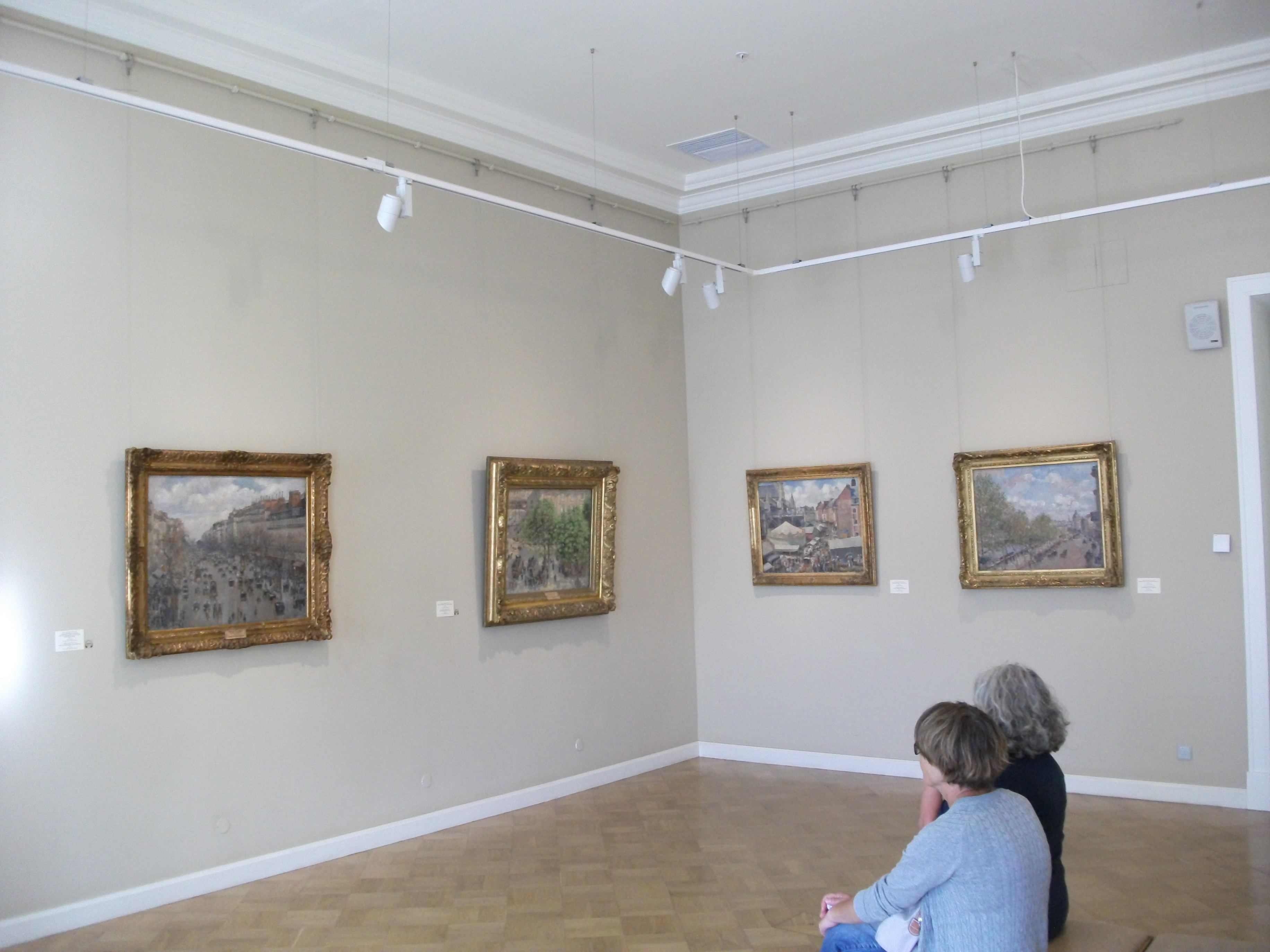
Картины Писсарро в здании Главного штаба. «Ярмарка в Дьеппе» вторая справа